# Mistrovství Čech a Moravy 1901
Il Mistrovství Čech a Moravy 1901, sesta edizione del torneo, vide la vittoria dell'SK Slavia.

## Classifica finale
|   | Classifica     | G | V | N | P | GF | GS | DR  | Pti |
| - | -------------- | - | - | - | - | -- | -- | --- | --- |
| 1 | Slavia Praga   | 2 | 2 | 0 | 0 | 21 | 6  | +11 | 4   |
| 2 | ČAFC Vinohrady | 1 | 1 | 0 | 0 | 2  | 1  | 1   | 2   |
| 3 | Slavia Praga B | 1 | 0 | 0 | 1 | 6  | 11 | -5  | 0   |
| 4 | Union Žižkov   | 2 | 0 | 0 | 2 | 1  | 12 | -11 | 0   |